# 愛西市立佐織中学校
愛西市立佐織中学校（あいさいしりつ さおりちゅうがっこう）は、愛知県愛西市諏訪町郷東にある公立中学校。2005年の市町村合併に伴って愛西市立へと移行した。

## 概要
略称は「佐織中（さおりちゅう）」。学区は旧佐織町のうち東部地区で、勝幡小学校と北河田小学校の卒業生が進学する。
2004年から2006年にかけて、隣接する名鉄津島線の高架下を利用した校舎の建て替え工事を行った。
なお、新校舎には全教室に冷暖房が完備されている。
用地の関係でプールが廃止された。

## 沿革
- 1909年（明治42年） - 佐織高等小学校創立[1]
- 1916年（大正5年） - 佐織高等小学校廃校、佐織尋常高等小学校開校
- 1923年（大正12年） - 佐織高等小学校に分立
- 1941年（昭和16年） - 佐織国民学校に校名変更
- 1947年（昭和22年） - 教育制度が6・3制となり、佐織町立佐織中学校となる[1]
- 1981年（昭和56年） - 生徒数増加のため佐織町立西中学校新設[1]
- 2005年（平成17年） - 市町村合併に伴い愛西市立へ移行

### 生徒数の変遷
生徒数の変遷は以下の通りである。
| 1947年（昭和22年） | 400人 |  |
| 1957年（昭和32年） | 723人 |  |
| 1967年（昭和42年） | 631人 |  |
| 1977年（昭和52年） | 994人 |  |
| 1987年（昭和62年） | 680人 |  |
| 1997年（平成9年）  | 388人 |  |
| 2007年（平成19年） | 305人 |  |
| 2017年（平成29年） | 360人 |  |
| 2019年（平成31年） | 312人 |  |

## 教育目標
- 「正しく 強く 明るく」を教育目標としている[4]。

## 特色
- 2学期制を採用している。
- テストは前期に4回、後期に4回ある。
- いじめ防止に特に力を入れている。

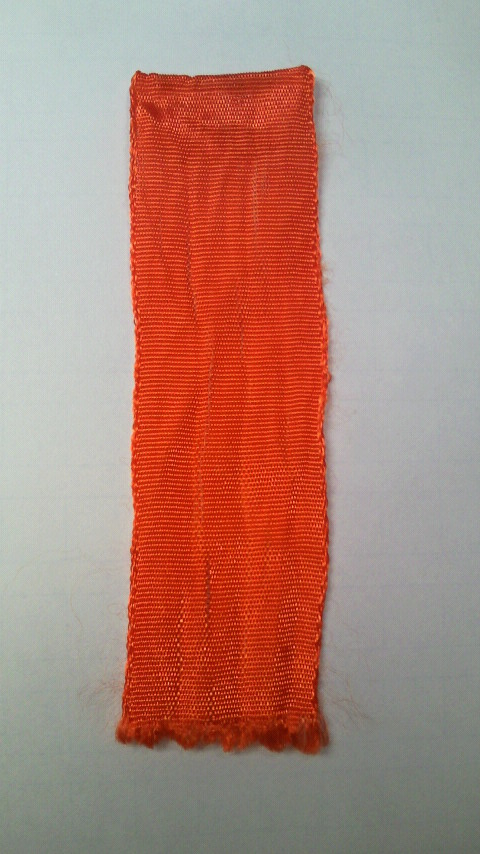
オレンジリボン

  - 毎月7日～14日（714＝ないよ）を「いじめないよ週間」と名付け、「オレンジリボン」を制服につける。
  - 毎年12月ごろには「いじめを考える生徒集会」と銘打たれた全校集会が行われる。
- 市販の連絡帳の代わりに、独自の「佐織ノート」というものがある。
- ランチルームがあり、給食は全校一緒に食べる。

## 部活動

### 運動部
- バレーボール（男・女）[5]
- バスケットボール（男・女）[5] - 男子は平成23年度愛知県中学校総合体育大会の西尾張大会に出場経験有
- 卓球（女）[5]
- ソフトテニス（女）[5]
- 野球[5]
- サッカー[5]
- 剣道[5]

### 文化部
- 吹奏楽[5]
  - 全日本マーチングコンテスト4年連続出場
  - 2016年銅賞
  - 2017年銀賞
  - 2018年銀賞
  - 2019年銅賞　　
  - 愛知県吹奏楽コンクール銀賞受賞経験有
- 創作[5]
- 茶華道[5]

### 特設部（季節限定）
- 相撲[5]
- 陸上[5]
- 駅伝[5]

### 廃部

#### 運動部
- 水泳部[6]
- 体操部[6]
- 相撲部[6]

#### 文化部
- 造形部
- 文芸部
- 手芸部
- 料理部
- 人形劇部
- 無線部（JA2ZLW）[6] - TS-311/RJX-601+5/8λGPを所有
- 科学部[6] - 反射望遠鏡を所有
- 写真部
- 音楽部
- 英会話部
- 演劇部[6]
- 書道部[6]